# Fallon Bowman
Fallon Bowman (Ciudad del Cabo, 16 de noviembre de 1983) es una compositora y guitarrista canadiense de origen sudafricano. Es conocida por sus actuaciones en el grupo de metal alternativo Kittie, el grupo de rock industrial Pigface y Amphibious Assault, un grupo de música industrial creado por ella misma.

## Kittie
A los 15 años, Bowman ayuda a crear el grupo Kittie, junto con sus compañeras de clase Morgan Lander (voz, guitarra y piano) y su hermana, Mercedes Lander (batería). Bowman tocaba la Guitarra y hacía pequeñas partes como vocalista, como se puede observar en su álbum Spit, y en el EP Paperdoll.

## Amphibious Assault
En agosto de 2001 abandona Kittie por razones aún hoy desconocidas. En una ocasión, mientras volaba de Ontario a Nueva Jersey, leyendo un libro de Tom Clancy piensa en el nombre "Amphibious Assault" (Asalto anfibio, en español), y pensó que sería un buen nombre para un grupo de Música Industrial.
Poco después, Bowman grabó varias canciones con Pigface para su álbum del 2003, Easy Listening; sus buenas experiencias durante la grabación de este álbum la impulsan a escribir música de nuevo. Comenzó a explorar el género industrial, el cual le gustaba pero nunca había practicado activamente. En los meses siguientes, el sótano de Bowman se llenó de cajas de ritmos y sintetizadores. Desde ahí compuso las canciones que conforman el álbum debut de Amphibious Assault, District Six, en el que contribuyen su antigua compañera en Kittie, la bajista Talena Atfield y Pete Henderson como guitarrista.
El segundo álbum de Amphibious Assault fue pensado y completado para su publicación en julio, aunque se retrasa hasta agosto de 2005. Su salida al mercado fue nuevamente postergada, pero finalmente en enero del 2007, Bowman anuncia a través de la página web que el segundo álbum de Ambphibious Assault, On Better Days and Sin Eating, estaba disponible para su adquisición.
El álbum, limitado a 500 copias físicas, estaba también disponible para su descarga digital. Coincidiendo con el lanzamiento, Bowman anunció también que sería el último álbum que se publicaría bajo el nombre de Amphibious Assault y que preparaba un nuevo proyecto, con diferentes sonidos para un futuro.

## Nuevo Proyecto de Fallon
Un nuevo proyecto de Bowman fue revelado y es conocido como "Fallon and the Grace Dynasty". "The Grace Dynasty" fue una banda con cinco miembros, en los que incluía a Rhim, el baterista de la banda The Birthday Massacre. La banda se presentó en una serie de shows y anunció su próximo álbum debut. Poco después de la grabación del álbum, decidió lanzarlo bajo su propio nombre y continuar como solista. El álbum, "Human Conditional", fue lanzado el 25 de enero de 2011.
El single adelanto del álbum fue "Make Up Your Mind", editado el 11 de enero de 2011..

## Discografía de Fallon Bowman
- Spit (con Kittie) (1999)
- Paperdoll EP (con Kittie) (2000)
- Easy Listening... (con Pigface) (2003)
- District Six (con Amphibious Assault) (2003)
- On Better Days and Sin Eating (con Amphibious Assault) (2006)
- "Human Conditional" (como solista) (2011)[2]